# Арсенальний провулок (Київ)
Арсена́льний прову́лок — провулок у Печерському районі міста Києва, місцевість Печерськ. Пролягає від вулиці Мала Шияновська до тупика.

## Історія
Провулок виник в 1-й половині XIX століття під назвою Маломихайлівський. У 1940 році провулку надано назву Арсенальний, з 1944 року — Мало-Михайлівський. Сучасну назву відновлено 1955 року.

## Забудова
До провулку належить лише один будинок — № 5 — житловий п'ятиповерховий будинок типу «сталінка».